# I. Königlich Bayerisches Reserve-Korps
Das I. Königlich Bayerische Reserve-Korps der bayerischen Armee wurde im Rahmen der Mobilmachung zu Beginn des Ersten Weltkrieges am 2. August 1914 aufgestellt.

## Geschichte
Das Korps wurde im August 1914 aufgestellt und war während des gesamten Krieges an der Westfront eingesetzt. Es lag zu Kriegsbeginn in Lothringen, ab Oktober 1914 dauerhaft im Raum Arras im Abschnitt der 6. Armee. Ab August 1916 stand es im Verband der Heeresgruppe „Kronprinz Rupprecht“, im Februar 1918 wurde es der neuaufgestellten 17. Armee unterstellt.

### Erster Weltkrieg

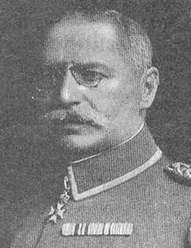
Karl von Fasbender

Am 10. August 1914 übernahm Karl von Fasbender die Führung des der 6. Armee unterstellten Korps im Raum Saargemünd. Flussaufwärts der Saar folgend, erreichte das Korps bis zum 17. August Drulingen und ging in den Raum nördlich Lauterfingen vor, wo es Verbindung mit dem rechten Nachbarn, dem XXI. Armee-Korps herstellte. Am 20. August morgens trat das Korps im Rahmen der Schlacht in Lothringen mit der 1. Reserve-Division aus dem Bereitstellungsraum westlich Mittersheim an, stieß ostwärts Lauterfingen vorbei und durchbrach in der Schlacht bei Mörchingen die Linien des 16. Korps (General Louis Taverna) der französischen 2. Armee. Der Angriff der bayerischen 1. und 5. Reserve-Division drang über Avricourt auf Blamont vor, andere Teile des Korps wurden zur Wegnahme des Forts Manonviller angesetzt. Am linken Flügel begleitete das I. Bayerische Armee-Korps unter General der Infanterie Oskar von Xylander, dieses brach den Widerstand des französischen 8. Korps (General Marie Joseph de Castelli), eroberte Saarburg i. L. zurück und stieß auf Baccarat vor. Im August 1914 war es in der Schlacht an der Trouée de Charmes zwischen Épinal und Toul eingesetzt. 
Das Korps wurde infolge des Wettlaufs zum Meer in den Raum Douai abtransportiert und drängte dort am 2. Oktober die französische 88. Territorial-Division aus der Stadt hinaus. Die 1. Reserve-Division (Generalleutnant Alfred Göringer) rückte über Cuincy und Esquerchin auf das östliche Vorfeld von Arras vor, während gleichzeitig die französische 70. Reserve-Division drohend in der Flanke des I. Reserve-Korps aufmarschierte. Das Korps entfaltete unverzüglich seine Kräfte, die eigene rechte Flanke vom 5. Reserve-Kavallerie-Regiment gedeckt, und erreichte kämpfend die Linie westlich der Orte Drocourt-Bois Bernard-Izel. Das Korps hatte Befehl Ecurie und Roclincourt zu nehmen, die Stadt Arras sollte vorerst nur umschlossen werden. Am 5. Oktober erreichte die 5. Reserve-Division (General der Infanterie Friedrich Kreß von Kressenstein) Souchez und Thélus, Truppen der 1. Reserve-Division standen dicht vor Blangy. Danach kam das Korps durch Gegenangriffe des französischen 33. Korps (General Philippe Pétain) nicht mehr über die Höhen von Vimy hinaus. Am 6. Oktober konnte aber die 9. Reserve-Infanterie-Brigade (Generalmajor Friedrich Ritter von Hurth) die Loretto-Höhe sichern und erstieg das Plateau von Ablain St. Nazaire und Carency. Das Korps grub sich an der erkämpften Linie ein und verbrachte den Winter im Stellungskrieg. Rechts lag das XIV. Armee-Korps, links das IV. Armee-Korps. Am 17. Dezember 1914 wurden starke Angriffe des französischen 21. und 33. Korps gegen die Loretto-Höhe und Carency abgewiesen. Das schwer bedrängte Korps übergab den nördlichen Abschnitt zwischen Vermelles-Loretto–Souchez an die 28. Division und zog sich zwischen Carency-La Targette-östlich Ecurie-östlich Roclincourt-St. Laurent enger auf das nördliche Vorfeld von Arras zusammen.
In der Lorettoschlacht vom 9. Mai bis 23. Juli 1915 versuchte die französische 10. Armee erneut den Durchbruch zu erzwingen. Am 9. Mai wurde das Korps vom französischen 21. Armee-Korps (70. und 77. Division sowie Marine-Division) und dem 20. Armee-Korps (11. und 39. Division) angegriffen. Die 5. Reserve-Division verteidigte dabei den Abschnitt zwischen Carency-Ecurie. Die 10. französische Armee konnte dabei mit dem 21. Armeekorps unter Paul Maistre einen drei Kilometer tiefen Einbruch erzielen. Am 14. Mai 1915 ließ die Gefechtsintensität nach und die 5. Reserve-Division konnte aus der Front gelöst werden.
In der Herbstschlacht bei La Bassée und Arras vom 23. September bis 13. Oktober 1915 wurde das Korps auch südlich der Scarpe angegriffen. Hierzu wurde ihm das 2. Jäger-Bataillon Nr. 13 sowie Teile des 9. Infanterie-Regiments Nr. 133 der Sächsischen Armee unterstellt, welches am linken Flügel Verbindung zur 111. Infanterie-Division hielt. Im September 1915 konnten die Franzosen trotz äußerst massivem Artillerieeinsatzes wieder keinen Durchbruch erzwingen, die Bayern konnten den Ansturm wieder standhalten.
In der Schlacht an der Somme war das Korps im Juli 1916 der 2. Armee (ab 19. Juli Befehlsbereich AOK 1) zunächst als Reserve in den Raum Combles zugeführt worden. Am 13. August 1916 löste es die schwer bedrängte Bayerische 8. Reserve-Division beiderseits Maurepas ab. Tagelang im Gefecht hielt die (bayr.) 5. Reserve-Division die Ortschaft fest, die am 24. August endgültig in die Hände der Franzosen fiel.
Bis zur Ablösung Ende August hielt die Gruppe Fasbender die Front zwischen Combles und Clery, unterstellt waren dabei die 1. und 2. Garde-Division. Bei den verlustreichen Kämpfen hatte die 5. Reserve-Division etwa 4500 Mann verloren und musste am 27. August aus der Front gezogen werden. Im September verteidigte das Generalkommando die Stellungen beiderseits und in Sailly gegen die Angriffe der Franzosen und wurde danach vom XVIII. Armee-Korps abgelöst.
Während der Frühjahrsschlacht bei Arras 1917 stand das Korps wieder bei der 6. Armee (Ludwig von Falkenhausen) am alten Kampfplatz an den Höhen von Vimy, die aber wegen eines Einbruchs der Engländer bei der benachbarten 14. Infanterie-Division nicht mehr zu halten waren. Der Kommandierende General von Fasbender entschloss sich daher, die Verteidigung etwa fünf Kilometer nach hinten zu verlegen, um die englische Artillerie zur Verlegung in einen neuen Stellungsraum zu zwingen. Am 13. April 1917 bezog das Korps die neue Stellung, weitere Vorstöße der Engländer zwischen dem 23. und 28. April scheiterten. Das III. Bayerische Armee-Korps unter General Hermann von Stein löste am 10. Mai das I. Reserve-Korps ab. Dabei gelang es, die mit hohem Aufwand vorgetragenen Angriffe englischer Truppen abzuweisen und durch die Rückeroberung des Dorfes Fresnoy eine neue stabile Frontlinie herzustellen.
Während der Frühjahrsoffensive 1918 stand das Korps im Verband der neu aufgestellten 17. Armee (Otto von Below) und trat am 28. März nördlich der Scarpe bei Gavrelle in Richtung auf Arras an. Der „Mars-Angriff“ wurde der britischen 3. Armee erwartet und traf auf wohl vorbereitete Stellungen, er kam infolgedessen nicht voran. Das Korps musste die nächsten Monate wieder in Verteidigung übergehen.
Nachdem die deutsche Front ab 8. August 1918 in der Schlacht östlich Amiens zusammengebrochen war, erweiterten die weiter nördlich stehenden Korps der britischen 3. Armee am 26. August ihren Angriff auch südlich der Scarpe und erreichten im Abschnitt des Korps einen Einbruch auf elf Kilometer Breite. Das Korps musste im September die lange umkämpften Stellungen östlich Arras endgültig aufgeben. Die britische 3. Armee brach am 8. Oktober in der Schlacht bei Cambrai neuerlich durch die Front der deutschen 17. Armee und befreite die Stadt folgenden Tag. Nach dem Durchbruch des britischen Kavalleriekorps bei Le Cateau wurde General Otto von Below am 12. Oktober durch General Mudra ersetzt. Die britische 3. Armee drängte die deutsche 17. Armee in der Schlacht an der Selle am 20. Oktober bis Solesmes–Le Cateau zurück. Das I. Bayerische Reserve-Korps rang am Ende des Krieges mit der 187., der 208. Infanterie-Division und der 10. Ersatz-Division im Raum Valenciennes und führte bis 11. November 1918 Rückzugskämpfe auf die Antwerpen-Maas-Stellung.

## Gliederung
Das Korps war zu Kriegsbeginn aus folgenden bayerische Truppenteilen gegliedert:
- 1. Reserve-Division
  - 1. Reserve-Infanterie-Brigade
  - 2. Reserve-Infanterie-Brigade
  - Reserve-Kavallerie-Regiment 1
  - Reserve-Feldartillerie-Regiment 1
  - 1. Reserve-Kompanie/1. Pionier-Bataillon
- 5. Reserve-Division
  - 9. Reserve-Infanterie-Brigade
  - 11. Reserve-Infanterie-Brigade
  - Reserve-Jäger-Bataillon 1
  - Reserve-Kavallerie-Regiment 5
  - Reserve-Feldartillerie-Regiment 5
  - 4. Kompanie/2. Pionier-Bataillon
  - 1. Reserve-Kompanie/2. Pionier-Bataillon

## Kommandierender General
| Dienstgrad             | Name               | Datum                                |
| ---------------------- | ------------------ | ------------------------------------ |
| General der Infanterie | Karl von Fasbender | 10. August 1914 bis 8. November 1918 |